# Bulletin du cancer
Bulletin du Cancer est une revue médicale francophone mensuelle créée en 1914 et éditée par John Libbey Eurotext jusqu'en 2014. Organe officiel de la Société française du cancer (SFC), Bulletin du Cancer est destiné à l’ensemble des cancérologues, chirurgiens, radiothérapeutes, biologistes, cliniciens…,

## Contenus
Le Bulletin du cancer traite principalement de cancérologie, et couvre l'ensemble des informations disponibles sur le sujet, que ce soit sous forme d'articles originaux, de synthèses, de cas cliniques, de lettres et d'actualités.
Elle inclut plusieurs disciplines telles que l'hématologie, les tumeurs solides, l'oncologie, la pharmacologie, l'épidémiologie, la biologie et la recherche.
Une tribune libre est également disponible.

## Comité de rédaction
Rédacteur en chef : Jacques-Olivier Bay.
Rédacteur en chef adjoint(s): Gilles L'Allemain.
Rédacteurs : Thierry André, Carole Bouleuc, Christophe Caux, Serge Evrard, Nicolas Magné, Philippe Morice, Nicolas Penel, Audery Bellesoeur, Daniel Orbach, Jacques Robert, Virginie Gandemer, Isabelle Pellier, Philippe Pourquier, Manuel Rodrigues, Juliette Thariat, Antoine Thiery-Vuillemin, Renaud Sabatier, Marie Wislez.